# Mnesilochus portentosus
Mnesilochus portentosus är en insektsart som först beskrevs av Brunner von Wattenwyl 1907.  Mnesilochus portentosus ingår i släktet Mnesilochus och familjen Phasmatidae. Inga underarter finns listade i Catalogue of Life.